# Göksüýri

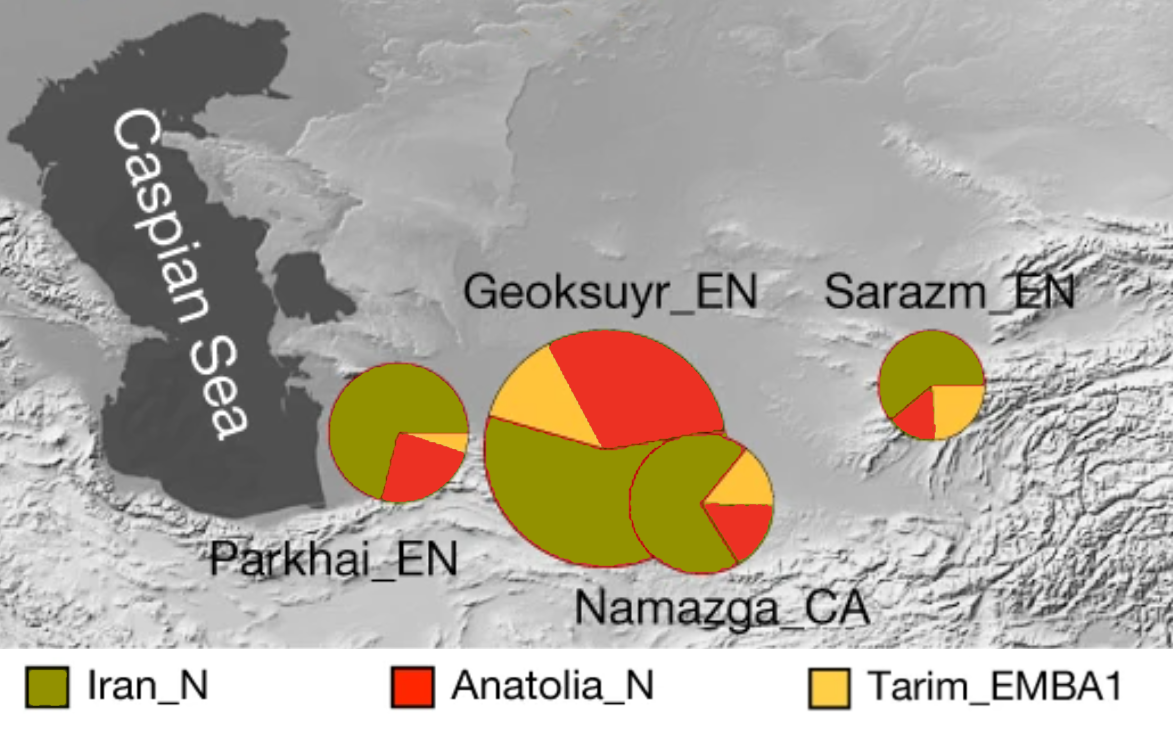
genetisch onderzoek toonde aan dat de bevolking van Göksüýri grotendeels van vroege Anatolische landbouwers afstamde

Göksüýri, ook geschreven als Göksür of Geoksyur, was een grote agrarische nederzetting in de oude delta van de Tejen, daterend uit het 4e millennium v.Chr., gelegen nabij het gelijknamige station tussen de steden Tejen en Mary in Turkmenistan.

## Beschrijving
De site omvat een gebied van 12 hectare, en heeft een hoogte van ruim 10 m boven de omgeving. De nederzetting bestond uit huizen met meerdere kamers, gescheiden door smalle straatjes. Alle huizen waren gebouwd van gestandaardiseerde rechthoekige leemstenen. De materiële cultuur van Göksüýri onderscheidt zich door zijn prachtig beschilderde dunwandige aardewerk, versierd met complexe en veelkleurige geometrische ontwerpen. In dit opzicht verschilt het aardewerk van de Göksüýri-stijl sterk van gelijktijdig aardewerk uit andere regio's van het oude Turkmenistan.
Een ander kenmerk van Göksüýri is de productie van miniatuurvrouwenbeeldjes uit gebakken klei, met een specifiek type altijd zittende terracotta beeldjes, vaak met complexe hoge kapsels. Ze hebben altijd grote, uitstekende neuzen, wat mogelijk het antropologische type van de bevolking weergeeft. Naast de grote hoeveelheid vrouwelijke beeldjes zijn er ook enkele mannelijke, vaak met strijdhelmen op hun hoofd. Als de vrouwelijke beeldjes de moedergodin symboliseerden, dan tonen de mannelijke beeldjes hoogstwaarschijnlijk militaire leiders of leiders. Het derde kenmerk van Göksüýri zijn de voorheen onbekende grafstructuren in de vorm van koepelvormige grafkamers met groepsbegrafenissen (tholos). Misschien dienden ze als een soort familiecrypten.

## Andere sites
Er waren in de oude Tejendelta verschillende andere nederzettingen rond Göksüýri. Negen ervan zijn door archeologen bestudeerd en sommige hebben ook populaire namen. Dit zijn Pasjlydzji-depe, Aktsja-depe, Ajna-depe, Jalangatsj-depe, Moellali-depe en Tsjong-depe. Samen vormden ze de ooit vruchtbare oase van Göksüýri, waarvan de bewoners tot de pioniers behoorden in de aanleg van irrigatiekanalen. In ieder geval behoren de hier ontdekte sporen van het kopertijd-irrigatienetwerk tot de oudste ter wereld. Ongeveer 50 hectare werd geïrrigeerd met behulp van kunstmatige kanalen die werden omgeleid van de bedding van de Tejen, wat de Göksüýris relatief stabiele gerstoogsten garandeerde. In de loop van vele eeuwen van hun bestaan hebben de nederzettingen van de oase een evolutie ondergaan van versterkte dorpen van hutten met één kamer naar nederzettingen van een proto-stedelijk type, een complexer geheel van wijken opgebouwd met huizen met meerdere kamers.
De nederzettingen van de Göksüýri-oase waren omgeven door hoge muren, inclusief wachttorens, en hadden ook verdedigingsgrachten.
Iets ten zuiden van de sites van de Göksüýri-oase lag de nederzetting Hapuz, die gedurende het 3e millennium bestond. Ze beslaat een oppervlakte van bijna 10 hectare en steekt 7 meter boven het terrein uit. De Göksüýris trokken hierheen nadat het noordelijke deel van de oude Tejen-delta opdroogde. In de omgeving van Hapuz bleven sommige kanalen water houden. Het leven vertrok hier uiteindelijk samen met het water in de eerste helft van het 2e millennium v.Chr. 
Recent is 15 km ten zuiden van Hapuz-depe een nieuw site uit de bronstijd ontdekt, Berdisyçran depe. De totale oppervlakte van Berdisyçran depe bedraagt ongeveer 15 hectare.